# Syrische Luftstreitkräfte

Bis 1963 verwendete Kokarde

Die syrischen Luftstreitkräfte (arabisch القوات الجوية العربية السورية, DMG al-Quwwāt aǧ-Ǧawwiyya al-ʿArabiyya as-Sūriyya ‚Die arabisch-syrischen Luftstreitkräfte‘) waren eine Teilstreitkraft der syrischen Streitkräfte und wurde 1948 gegründet. Sie führten 1948, 1967, 1973 und 1982 teils zusammen mit Luftstreitkräften anderer arabischer Staaten gegen die israelische Luftwaffe mehrere Kriege. Seit Sommer 2012 kämpfte sie als Teil der dem ehemaligen, syrischen Präsidenten Baschar al-Assad unterstehenden Streitkräfte im Syrischen Bürgerkrieg.

## Organisation
Das Personal bestand vor dem syrischen Bürgerkrieg aus regulär rund 60.000 Angehörigen, die in sieben Angriffs- und 20 Abfangjagdstaffeln sowie vier Transport- und eine Ausbildungsstaffel organisiert waren. Die Hubschrauber waren in etwa einem Dutzend Angriffsstaffeln zusammengefasst.

## Ausrüstung
Das Flugzeugarsenal umfasst über 600 Maschinen, die allerdings nicht alle einsatzbereit sein dürften. Die Luftflotte besteht vor allem aus MiG-21, MiG-23 sowie Su-22. Der Bestand moderner Kampfflugzeuge ist deutlich kleiner und besteht aus Su-24, MiG-25 und MiG-29. Die Hubschrauber-Flotte umfasst knapp 90 Mil-Kampfhubschrauber.
Im Juli 2016 war die Rede von neuen Su-24-Kampfflugzeugen, es handelte sich um Upgrades auf SU-24M2-Standard.
| Flugzeug                        | Herkunft         | Verwendung             | Version             | Gekauft       | Bild          |               |               |
| Jagdflugzeuge                   | Jagdflugzeuge    | Jagdflugzeuge          | Jagdflugzeuge       | Jagdflugzeuge | Jagdflugzeuge | Jagdflugzeuge | Jagdflugzeuge |
| ------------------------------- | ---------------- | ---------------------- | ------------------- | ------------- | ------------- | ------------- | ------------- |
| Mikojan-Gurewitsch MiG-21       | Sowjetunion      | Abfangjäger            | MiG-21bis/MF        | 179           |               |               |               |
| Mikojan-Gurewitsch MiG-23       | Sowjetunion      | Abfangjäger            | MiG-23MF/MS/ML/MLD  | 146           |               |               |               |
| Mikojan-Gurewitsch MiG-25       | Sowjetunion      | Abfangjäger            | MiG-25PD            | 16            |               |               |               |
| Mikojan-Gurewitsch MiG-29       | Sowjetunion      | Mehrzweckkampfflugzeug | MiG-29A/M2/SMT      | 40            |               |               |               |
| Jagdbomber                      |                  |                        |                     |               |               |               |               |
| Mikojan-Gurewitsch MiG-23       | Sowjetunion      | Jagdbomber             | MiG-23BN            | ?             |               |               |               |
| Suchoi Su-24                    | Sowjetunion      | Jagdbomber             | Su-24MK             | 20            |               |               |               |
| Suchoi Su-22                    | Sowjetunion      | Jagdbomber             | Su-22M-2K/-4K       | 50            |               |               |               |
| Aufklärer                       |                  |                        |                     |               |               |               |               |
| Mikojan-Gurewitsch MiG-21       | Sowjetunion      | Aufklärer              | MiG-21R             | ?             |               |               |               |
| Mikojan-Gurewitsch MiG-25       | Sowjetunion      | Aufklärer              | MiG-25RB            | 8             |               |               |               |
| Trainer                         |                  |                        |                     |               |               |               |               |
| SIAT 223 Flamingo               | Deutschland      | Trainer                | MBB 223A-1          | 40            |               |               |               |
| Aero L-39ZO/ZA „Albatros“       | Tschechoslowakei | Strahltrainer          | L-39ZO/ZA           | 70 (2012)     |               |               |               |
| Mikojan-Gurewitsch MiG-21       | Sowjetunion      | Trainer                | MiG-21U             | ?             |               |               |               |
| Mikojan-Gurewitsch MiG-23       | Sowjetunion      | Trainer                | MiG-23UB            | ?             |               |               |               |
| Mikojan-Gurewitsch MiG-25       | Sowjetunion      | Trainer                | MiG-25U             | 2             |               |               |               |
| Mikojan-Gurewitsch MiG-29       | Sowjetunion      | Trainer                | MiG-29UB            | ?             |               |               |               |
| Suchoi Su-22                    | Sowjetunion      | Trainer                | Su-22UM-2K/-3K      | ?             |               |               |               |
| Kampf- und Angriffshubschrauber |                  |                        |                     |               |               |               |               |
| Aérospatiale SA 342 „Gazelle“   | Frankreich       | Kampfhubschrauber      | SA.342L/M „Gazelle“ | 38            |               |               |               |
| Mil Mi-8                        | Sowjetunion      | Kampfhubschrauber      | Mi-8TWK / Mi-17     | 55            |               |               |               |
| Mil Mi-24                       | Sowjetunion      | Kampfhubschrauber      | Mi-24D              | ca. 50        |               |               |               |

## Basen
Neben den auch militärisch genutzten sechs zivilen Flughäfen verfügten die Luftstreitkräfte bis zum Bürgerkrieg noch über weitere 17 Militärflugplätze, die sich fast alle auf den westlichen Teil des Landes konzentrierten. Mehrheitlich sind die Basen unter Kontrolle der syrischen Luftstreitkräfte, jedoch wurden einige aber auch von der al-Nusra-Front, dem Islamischen Staat, der Freien Syrischen Armee und der YPG eingenommen. Bekannt sind:
- der Militärflugplatz asch-Schaʿirat
- der Militärflugplatz Hamdan bei Abu Kamal
- der Militärflugplatz Menagh in der Provinz Aleppo
- der Militärflugplatz Taftanaz
- der Militärflugplatz Kuweyres
- der Militärflugplatz as-Sin
- der Militärflugplatz al-Mazza
- der Militärflugplatz Hama
- der Militärflugplatz Hmeimim
- der Militärflugplatz ath-Thaʿla
- der Militärflugplatz ad-Dabʿa
- der Militärflugplatz at-Tiyas

## Rolle im Syrischen Bürgerkrieg
Zu Beginn des Bürgerkriegs 2011 wurde die Luftwaffe von internationalen Beobachtern als handlungsunfähig angesehen. Anlässlich der Offensive der Rebellen gegen Aleppo ab Juli 2012 führte die Luftwaffe landesweit Einsätze zur Unterstützung der Regierungstruppen durch. Hierbei erfolgten bis zu 230 Luftmissionen pro Tag. 2014 war die Kampfstärke auf rund 60 Helikopter und 150 Jagdbomber abgeschmolzen. Die Munitionsbestände waren weitgehend dezimiert, weswegen die Luftwaffe zunehmend auf improvisierte Waffen, wie Fassbomben zurückgriff. Die improvisierten Waffen waren aufgrund ihrer technischen Einfachheit ungenau, unzuverlässig und führten oft zu Verlusten an Piloten oder Bodenpersonal durch vorzeitige Auslösung. In den ersten fünf Jahren des Bürgerkrieges verlor die Luftwaffe mindestens 55 Kampfflugzeuge durch Beschuss in der Luft und 51 durch Einwirkung am Boden sowie 57 Helikopter durch Beschuss in der Luft und 28 durch Einwirkung am Boden. Die Rebellen verfügten über keine eigene Luftwaffe fügten aber durch bodengestützte Flugabwehrsysteme der syrischen Luftwaffe schwere Verluste zu. Daneben dienten die Luftwaffenbasen auch als Ankerpunkte für Verteidigungsstellungen von Bodentruppen. Ebenso führten sie Luftversorgungs- und transportmissionen durch.
Die Luftwaffe gehörte zu den Truppenteilen des Assad-Regimes mit der höchsten Motivation. Die Massaker an Luftwaffenpersonal bei der Eroberung der Luftwaffenbasen At-Taqba, Tadmur und Abu Durhas durch den IS beziehungsweise durch die Al-Nusra-Front weckten bei den verbliebenen Kräften den Wunsch nach Rache.
Immer wieder wurden den Luftstreitkräften schwere Menschenrechtsverletzungen zur Last gelegt und vorgeworfen, zivile Opfer zumindest billigend in Kauf zu nehmen.
Ende 2015 griff Russland militärisch an der Seite der syrischen Regierung in den Konflikt zu Gunsten der Assad-Regierung ein und führte eine Wende des Kriegsverlaufs herbei. Entscheidend war die Wirkung der russischen Luftstreitkräfte, welche Luftnahunterstützung, Luftangriffe auf taktische und strategische Ziele, sowie Lufttransportmissionen in Zusammenarbeit mit den syrischen Streitkräften durchführte. Die syrischen Luftstreitkräfte wurden in dieser Phase des Krieges auch von ihren russischen Verbündeten in Form von Training und modernerem Material unterstützt und operierten weiter an der Seite ihrer russischen Verbündeten.
Am 3. April 2017 wurde das Gebiet um die Stadt Chan Schaichun in der syrischen Provinz Idlib mit Chemiewaffen angegriffen (vgl. Giftgasvorfall im April 2017 in Syrien). Dabei starben über 80 Menschen. Die US-Administration ging davon aus, dass es sich bei dem Angriff um von den syrischen Luftstreitkräften abgeworfene Giftgas-Munition handelte. Als Vergeltung griffen die USA am 6. April 2017 den Militärflugplatz asch-Schaʿirat mit 60 Tomahawk-Marschflugkörpern an (vgl. Luftangriff auf den Militärflugplatz asch-Schaʿirat).
Am 10. Dezember 2024 wurden Teile der syrischen Luftstreitkräfte zu durch israelische Angriffe zerstört.

## Insignien

(1948–1958)
(1958–1961)
(1961–1963)
(1963–1972)
(1972–1980)
(1980–)